# Dichotomius bos
Dichotomius bos là một loài bọ cánh cứng trong họ Bọ hung (Scarabaeidae).